# Museo di Idlib
Il museo di Idlib (in arabo متحف إدلب‎?) è un museo archeologico localizzato nella città di Idlib, nella Siria nord occidentale.
Il museo è stato fondato nel 1989 e ospita una significativa collezione di manufatti, in particolare le tavolette d'argilla provenienti da quello che il museo chiama l'Archivio Reale di Ebla, accuratamente conservate per lo studio, che hanno rimodellato gran parte di ciò che si conosce dell'antico Vicino Oriente.

## Punti salienti della collezione
Il Museo di Idlib conserva una collezione proveniente dall'antica città di Ebla, situata nei pressi di Saraqib, un regno che prosperò migliaia di anni fa. Tra i reperti vi sono stele di basalto, giare di ceramica, mosaici e statuette di argilla. Il museo ospita anche una collezione di manufatti islamici, oltre a reperti del periodo romano e bizantino.
Gli oggetti più notevoli del museo sono le tavolette cuneiformi, spesso chiamate Archivi reali di Ebla. Queste tavolette, scoperte nel 1964 da una missione archeologica italiana guidata da Paolo Matthiae, hanno rivelato dati storici significativi che risalgono al 5000 a.C. Il museo ospita anche una vasta gamma di oggetti della storia antica della Siria, tra cui manufatti risalenti a 12.000 anni fa.

## Danni di guerra e conservazione
Il museo chiuse per la prima volta nel 2013 a causa dell'escalation della guerra civile siriana, durante la quale subì saccheggi e bombardamenti. Nonostante ciò, i gruppi di opposizione hanno riaperto il museo nel 2018, sotto la supervisione di un gruppo civile locale chiamato Idlib Antiquities Center, che ha restaurato due gallerie per consentirne la visita.
Il Museo di Idlib ha subito danni ingenti durante il conflitto. È stato direttamente colpito dai bombardamenti nel 2015 e nuovamente nel 2017, causando ingenti danni strutturali. Ulteriori danni si sono verificati in seguito ai terremoti del 2023 tra Turchia e Siria, che hanno portato alla formazione di crepe nei muri del museo.

## Sfide attuali
Il museo rimane aperto, ma deve fare i conti con la mancanza di supporto e l'assenza di turisti a causa della persistente instabilità. Il pubblico principale è costituito da visitatori locali, tra cui studenti delle scuole e università. Continuano gli sforzi per aumentare la consapevolezza dell'importanza del museo e per sostenere una maggiore protezione e restauro del patrimonio culturale della Siria.